# Coccus delottoi
Coccus delottoi är en insektsart som beskrevs av Matile-ferrero och Le Ruyet 1985. Coccus delottoi ingår i släktet Coccus och familjen skålsköldlöss. Inga underarter finns listade i Catalogue of Life.